# 第48回アカデミー賞
第48回アカデミー賞（だい48かいアカデミーしょう）は1976年3月29日に発表・授賞式が行われた。

## 式典
第48回目のアカデミー賞授賞式は3時間12分で終了した。現在ではアメリカン・ニューシネマの代表作とされている『カッコーの巣の上で』が主要5部門を受賞し、強さを見せた。
また、外国語映画賞に日本映画『サンダカン八番娼館 望郷』と、黒澤明がソ連で制作した『デルス・ウザーラ』がノミネートされ、『デルス・ウザーラ』が受賞した。

## 候補と受賞の一覧
太字は受賞である。また、以下での人名表記は
1. 作品の日本語公式情報およびAMPAS公式サイトの日本版とWOWOWによる授賞式放送での表記に準ずる。
2. 見当たらない場合はデータベースサイトなどを参考。
3. それでもない場合は英語表記のままとする。

| 作品賞 | 監督賞 |
| --- | --- |
| - 『カッコーの巣の上で』 – マイケル・ダグラス、ソウル・ゼインツ - 『バリー・リンドン』 – スタンリー・キューブリック - 『狼たちの午後』 – マーティン・ブレグマン、マーティン・エルファンド - 『ジョーズ』 – リチャード・D・ザナック - 『ナッシュビル』 – ロバート・アルトマン | - ミロシュ・フォアマン – 『カッコーの巣の上で』 - ロバート・アルトマン – 『ナッシュビル』 - フェデリコ・フェリーニ – 『フェリーニのアマルコルド』 - スタンリー・キューブリック – 『バリー・リンドン』 - シドニー・ルメット – 『狼たちの午後』 |
| 主演男優賞 | 主演女優賞 |
| - ジャック・ニコルソン – 『カッコーの巣の上で』 - ウォルター・マッソー – 『サンシャイン・ボーイズ』 - アル・パチーノ – 『狼たちの午後』 - マクシミリアン・シェル – The Man in the Glass Booth - ジェームズ・ホイットモア – Give 'em Hell, Harry! | - ルイーズ・フレッチャー – 『カッコーの巣の上で』 - イザベル・アジャーニ – 『アデルの恋の物語』 - アン＝マーグレット – 『トミー』 - グレンダ・ジャクソン – Hedda - キャロル・ケイン – Hester Street |
| 助演男優賞 | 助演女優賞 |
| - ジョージ・バーンズ – 『サンシャイン・ボーイズ』 - ブラッド・ドゥーリフ – 『カッコーの巣の上で』 - バージェス・メレディス – 『イナゴの日』 - クリス・サランドン – 『狼たちの午後』 - ジャック・ウォーデン – 『シャンプー』 | - リー・グラント –『シャンプー』 - ロニー・ブレイクリー – 『ナッシュビル』 - シルヴィア・マイルズ – 『さらば愛しき女よ』 - リリー・トムリン – 『ナッシュビル』 - ブレンダ・ヴァッカロ – 『いくたびか美しく燃え』 |
| 脚本賞 | 脚色賞 |
| - 『狼たちの午後』 – フランク・ピアソン - 『フェリーニのアマルコルド』 – フェデリコ・フェリーニ、トニーノ・グエッラ - 『マイ・ラブ』 – クロード・ルルーシュ、ピエール・ユイッテルヘーベン - Lies My Father Told Me – テッド・アラン - 『シャンプー』 – ウォーレン・ベイティ、ロバート・タウン | - 『カッコーの巣の上で』 – ボー・ゴールドマン、ローレンス・ホーベン - 『バリー・リンドン』 – スタンリー・キューブリック - 『王になろうとした男』 – ジョン・ヒューストン、グラディス・ヒル - Profumo di donna – ルッジェーロ・マッカリ、ディーノ・リージ - 『サンシャイン・ボーイズ』 – ニール・サイモン |
| 外国語映画賞 | 衣裳デザイン賞 |
| - 『デルス・ウザーラ』 (ソ連) - Letters from Marusia (メキシコ) - 『約束の土地』 (ポーランド) - 『サンダカン八番娼館 望郷』 (日本) - Profumo di donna (イタリア) | - 『バリー・リンドン』 – ミレーナ・カノネロ、ウルラ＝ブリット・ショダールンド - 『四銃士』 – イヴォンヌ・ブレイク、ロン・タルスキー - 『ファニー・レディ』 – レイ・アガーヤン、ボブ・マッキー - 『魔笛』 – カリン・アースキン、ヘニー・ノーレマルク - 『王になろうとした男』 – イーディス・ヘッド |
| 長編ドキュメンタリー映画賞 | 短編ドキュメンタリー映画賞 |
| - 『エベレストを滑った男』 - The California Reich - Fighting for Our Lives - The Incredible Machine - The Other Half of the Sky: A China Memoir | - The End of the Game - Arthur and Lillie - Millions of Years Ahead of Man - Probes in Space' - Whistling Smith |
| 短編実写映画賞 | 短編アニメ映画賞 |
| - Angel and Big Joe – バート・サルズマン - Conquest of Light – ルイス・マーカス - Dawn Flight – ラリー・ランスバーグ、ブライアン・ランスバーグ - A Day in the Life of Bonnie Consolo – Barry Spinello - Doubletalk – アラン・ビーティー | - Great – ボブ・ゴドフレイ - Kick Me – ロバート・スワース - Monsieur Pointu – René Jodoin - Sisyphus – マーセル・ジャンコヴィクス |
| 作曲賞 | 編曲・歌曲賞 |
| - 『ジョーズ』 – ジョン・ウィリアムズ - 『アニマル・ラブ』 – ジェラルド・フリード - 『弾丸を噛め』 – アレックス・ノース - 『カッコーの巣の上で』 – ジャック・ニッチェ - 『風とライオン』 – ジェリー・ゴールドスミス | - 『バリー・リンドン』 – レナード・ローゼンマン - 『ファニー・レディ』 – ピーター7・マッツ - 『Tommy/トミー』 – ピート・タウンゼント |
| 歌曲賞 | 録音賞 |
| - ｢アイム・イージー｣（『ナッシュビル』） – キース・キャラダイン (作詞・作曲) - "How Lucky Can You Get?"（『ファニー・レディ』） – Kander and Ebb (作詞・作曲) - "Theme from Mahogany (Do You Know Where You're Going To)"（『マホガニー物語』） – マイケル・マッサー (作曲)、ジェリー・ゴフィン (作詞) - "Richard’s Window"（『あの空に太陽が』） – チャールズ・フォックス (作曲)、ノーマン・ギンベル (作詞) - ""Now That We’re In Love"（『キャッシュ』） – ジョージ・バリー (作曲)、サミー・カーン (作詞)              | - 『ジョーズ』 – ジョン・カーター、ロジャー・ヒーマン、ロバート・ホイット、アール・マデリー - 『弾丸を噛め』 – レス・フレッショルツ、アル・オーヴァートン・Jr、アーサー・ピアンタドシ、リチャード・タイラー - 『ファニー・レディ』 – ドン・マクドゥーガル、リチャード・ポートマン、ジャック・ソロモン、カーリー・サールウェル - 『ヒンデンブルグ』 – ジョン・A・ボルジャー・Jr、ジョン・マック、レオナルド・ピーターソン、ドン・K・シャープレス - 『風とライオン』 – ロイ・チェアマン、ウィリアム・マッコーイ、アーロン・ローチン、ハリー・W・テトリック |
| 美術賞 | 撮影賞 |
| - 『バリー・リンドン』 – ケン・アダム (美術)、ロイ・ウォーカー (装置)、ヴァーノン・ディクソン (装置) - 『ヒンデンブルグ』 – エドワード・C・カーファグノ (美術)、フランク・マッケルヴィ (装置) - 『王になろうとした男』 – アレクサンドル・トローネル (美術)、トニー・イングリス (装置)、ピーター・ジェームズ (装置) - 『シャンプー』 – リチャード・シルバート (美術)、W・スチュワート・キャンベル (美術)、ジョージ・ゲインズ (装置) - 『サンシャイン・ボーイズ』 – アルバート・ブレナー (美術)、マーヴィン・マーチ (装置) | - 『バリー・リンドン』 – ジョン・オルコット - 『イナゴの日』 – コンラッド・L・ホール - 『ファニー・レディ』 – ジェームズ・ウォン・ハウ - 『ヒンデンブルグ』 – ロバート・サーティース - 『カッコーの巣の上で』 – ビル・バトラー、ハスケル・ウェクスラー |
| 編集賞 | 音響編集賞 |
| - 『ジョーズ』 – ヴァーナ・フィールズ - 『狼たちの午後』 – デデ・アレン - 『王になろうとした男』 – ラッセル・ロイド - 『カッコーの巣の上で』 – リチャード・チュウ、シェルドン・カーン、リンジー・クリングマン - 『コンドル』 – ドン・ガイデス、フレドリック・スタインカンプ | - 『ヒンデンブルグ』 – ピーター・バーコス |

### 統計
| 複数候補: - 9 候補: 『カッコーの巣の上で』 - 7 候補: 『バリー・リンドン』 - 6 候補: 『狼たちの午後』 - 5 候補: 『ファニー・レディ』、『ナッシュビル』 - 4 候補: 『ヒンデンブルグ』、『ジョーズ』、『王になろうとした男』、『シャンプー』、『サンシャイン・ボーイズ』 - 2 候補: 『フェリーニのアマルコルド』、『弾丸を噛め』、『イナゴの日』、Profumo di donna、『Tommy/トミー』、『風とライオン』 | 複数受賞. - 5 受賞: 『カッコーの巣の上で』 - 4 受賞: 『バリー・リンドン』 - 3 受賞: 『ジョーズ』 |

### アカデミー名誉賞
- メアリー・ピックフォード

### アービング・G・タルバーグ賞
- マーヴィン・ルロイ

### ジーン・ハーショルト友愛賞
- ジュールス・C・スタイン

## プレゼンター
| プレゼンター                 | 賞                                                    |
| ---------------------------- | ----------------------------------------------------- |
| イザベル・アジャーニ         | 編集賞                                                |
| エリオット・グールド         | 編集賞                                                |
| バート・バカラック           | 歌曲賞                                                |
| アンジー・ディキンソン       | 歌曲賞                                                |
| マリサ・ベレンソン           | 短編実写映画賞 短編アニメ映画賞                       |
| O・J・シンプソン             | 短編実写映画賞 短編アニメ映画賞                       |
| ジャクリーン・ビセット       | 外国語映画賞                                          |
| ジャック・ヴァレンテ         | 外国語映画賞                                          |
| リンダ・ブレア               | 助演男優賞                                            |
| ベン・ジョンソン             | 助演男優賞                                            |
| ロバート・ブレイク           | 特別業績賞                                            |
| ボー・ブリッジス             | 長編ドキュメンタリー映画賞 短編ドキュメンタリー映画賞 |
| マリリン・ハセット           | 長編ドキュメンタリー映画賞 短編ドキュメンタリー映画賞 |
| チャールズ・ブロンソン       | 主演女優賞                                            |
| ジル・アイアランド           | 主演女優賞                                            |
| アート・カーニー             | 主演男優賞                                            |
| ストッカード・チャニング     | 撮影賞                                                |
| ビリー・ディー・ウィリアムズ | 撮影賞                                                |
| ウィリアム・フリードキン     | アービング・G・タルバーグ賞                           |
| ジョエル・グレイ             | 助演女優賞                                            |
| マデリーン・カーン           | 助演女優賞                                            |
| マーゴ・ヘミングウェイ       | 録音賞                                                |
| ロイ・シャイダー             | 録音賞                                                |
| オードリー・ヘプバーン       | 作品賞                                                |
| チャールトン・ヘストン       | ジーン・ハーショルト友愛賞                            |
| アンソニー・ホプキンス       | 美術賞                                                |
| シャーロット・ランプリング   | 美術賞                                                |
| ダイアン・キートン           | 監督賞                                                |
| ウィリアム・ワイラー         | 監督賞                                                |
| ロッド・マックーアン         | 作曲賞 編曲・歌曲賞                                   |
| マーロ・トーマス             | 作曲賞 編曲・歌曲賞                                   |
| ウォルター・ミリッシュ       | 名誉賞 (メアリー・ピックフォード)                     |
| テリー・サバラス             | 衣裳デザイン賞                                        |
| ジェニファー・オニール       | 衣裳デザイン賞                                        |
| ゴア・ヴィダル               | 脚本賞 脚色賞                                         |

## パフォーマー
- レイ・ボルジャー "Hollywood Honors Its Own"
- キース・キャラダイン ｢アイム・イージー｣（『ナッシュビル』）
- ケリー・ギャレット "Richard's Window"（『あの空に太陽が』）
- スティーヴ・ローレンス "Now That We're in Love"（『キャッシュ』）
- バーナデット・ピーターズ "How Lucky Can You Get"（『ファニー・レディ』）
- ダイアナ・ロス "Theme from Mahogany (Do You Know Where You're Going To)"（『マホガニー物語』）
- エリザベス・テイラー、USC Trojan Marching Band "America the Beautiful"